# Malacothamnus clementinus
Malacothamnus clementinus är en malvaväxtart som först beskrevs av Philip Alexander Munz och L M. Johnston, och fick sitt nu gällande namn av Thomas Henry Kearney. Malacothamnus clementinus ingår i släktet Malacothamnus och familjen malvaväxter. Inga underarter finns listade i Catalogue of Life.